# کوچ اجباری اهالی مرو به امیرنشین بخارا
در سال ۱۲۰۲ ه‍.ق، در جنگ میان امیر بخارا، شاه‌مرادخان (ملقب به امیرِ معصوم) و بیرام‌علی خان قاجار عزالدینلو، خان مرو، شهر مرو سقوط کرد و بیرام‌علی خان کشته شد. اهالی مرو به عنوان اسیر از شهر بیرون رانده شده و به بخارا آورده شدند.

## واکنش آقامحمد خان قاجار
در سالی که مرو سقوط کرد، آقامحمد خان در حال جنگ و ستیز با دیگر مدعیان در نقاط مختلف ایران بود. البته هیچ نشانی از آن نیست که بیرام‌علی خان از آقامحمد خان درخواست یاری کرده باشد یا حتی فرصت این کار را داشته است. در **۱۲۱۰ هجری قمری**، آقامحمد خان که مشهد را تصرف کرده بود، در نامه‌ای به شاه‌مراد خان، حاکم بخارا، خواستار بازگرداندن اهالی مرو از بخارا شد. متن نامه، بنا به روایت تاریخ منتظم ناصری، به این شرح است:
بلخ بامی و مرو شاهیجان و زمین داور و سیستان و قندهار و کابل از اجزای ملک پادشاهان ایران بوده‌اند. اکنون شما را چه افتاده که بلخ بامی و مرو شاهیجان را تصرف نمایید و آنگاه دست بر قتل بیرامعلی خان قاجار عزالدینلو که از طوایف علیه ماست گشایید؟… به تختگاه موروث و مکتسب خود بازگردند و گرد کینه و فزونی نگردند تا ما نیز به حدود و سنور و ثغور قدیمه ایران قانع شویم و از این سوی آب جیحون فراتر نجوییم.
گرفتاری‌های آقامحمد خان در شمال غرب ایران و درگیری‌هایش با روس‌ها، او را از اقدام مؤثر در شمال شرق ایران بازداشت و پس از قتلش در قلعه شوشی، تهدیدش ناتمام ماند.

## بازماندگان اهالی مرو
در سمرقند، اینان در محله باغ شمال ساکن شدند و اکثر ساکنان امروزی‌اش از فرزندان ایرانیان هستند. در بخارا، بازماندگان مروی‌ها در فیلارمونی آن شهر یک گروه موسیقی مروگی (موسیقی خاص شهر مرو) دارند. آن‌ها می‌گوینند که این سنت را از گذشتگان خویش آموخته‌اند و قصد دارند آن را به فرزندانشان نیز انتقال دهند.
محمدحسین خان مروی، پسر بیرام‌علی خان، اما در **۱۲۱۴ هجری قمری** به ایران گریخت. فتح‌علی شاه او را عزیز داشت و لقب فخرالدوله به او داد. او در ایران بسیار متمول شد و دبیرستان مروی و بازارچه مروی از او در تهران به جای مانده‌اند.